# Malmköpings naturreservat
Malmköpings naturreservat är ett naturreservat i Flens kommun  i Södermanlands län.
Området är naturskyddat sedan 1997 och är 23 hektar stort. Reservatet ligger strax norr om Malmköping vid  Hosjön och består av tallar, granar och olika sorters lövträd.